# Khumbi Yul Lha
Der Khumbi Yul Lha (auch Khumbui Yul Lha, 5761 m) ist ein Fünftausender in der Khumbu-Region Nepals.
Der Khumbi Yul Lha ist der Heilige Berg der Sherpa. Seine Besteigung ist ein absolutes Tabu.
Der Berg liegt oberhalb der Ortschaft Khumjung zwischen den Flusstälern von Bhotekoshi und Dudhkoshi.